# 1983-as atlétikai világbajnokság – férfi 200 m

## Döntő
- Szombaton tartották: 1983. augusztus 13.

| Hely. | Versenyző              | Időeredmény |
| ----- | ---------------------- | ----------- |
|       | Calvin Smith USA       | 20.14       |
|       | Elliott Quow USA       | 20.41       |
|       | Pietro Mennea ITA      | 20.51       |
| 4.    | Allan Wells GBR        | 20.52       |
| 5.    | Frank Emmelmann GDR    | 20.55       |
| 6.    | Innocent Egbunike NGR  | 20.63       |
| 7.    | Carlo Simionato ITA    | 20.69       |
| 8.    | João Batista Silva BRA | 20.80       |

## Elődöntők
- Szombaton tartották: 1983. augusztus 13.

| Hely. | Versenyző              | Időeredmény |
| ----- | ---------------------- | ----------- |
| 1.    | João Batista Silva BRA | 20.56       |
| 2.    | Frank Emmelmann GDR    | 20.63       |
| 3.    | Pietro Mennea ITA      | 20.68       |
| 4.    | Elliott Quow USA       | 20.69       |
| 5.    | Cameron Sharp GBR      | 20.69       |
| 6.    | Desai Williams CAN     | 20.71       |
| 7.    | Leroy Reid JAM         | 20.89       |
| 8.    | Szergej Szokolov URS   | 20.89       |

| Hely. | Versenyző                   | Időeredmény |
| ----- | --------------------------- | ----------- |
| 1.    | Calvin Smith USA            | 20.29       |
| 2.    | Carlo Simionato ITA         | 20.60       |
| 3.    | Innocent Egbunike NGR       | 20.63       |
| 4.    | Allan Wells GBR             | 20.63       |
| 5.    | Vlagyimir Muravjov URS      | 20.71       |
| 6.    | Jean-Jacques Boussemart FRA | 20.76       |
| 7.    | Bruce Frayne AUS            | 20.94       |
| 8.    | Boubacar Diallo SEN         | 20.96       |

## Negyeddöntők
- Pénteken tartották: 1983. augusztus 12.

## Selejtező futamok
- Pénteken tartották: 1983. augusztus 12.